# イソブチルアルドキシム-O-メチルトランスフェラーゼ
イソブチルアルドキシム-O-メチルトランスフェラーゼ(Isobutyraldoxime O-methyltransferase、EC 2.1.1.91)は、以下の化学反応を触媒する酵素である。
S-アデノシル-L-メチオニン + 2-メチルプロパナルオキシム{\displaystyle \rightleftharpoons }S-アデノシル-L-ホモシステイン + 2-メチルプロパナル-O-メチルオキシム
従って、この酵素の2つの基質はS-アデノシル-L-メチオニンと2-メチルプロパナルオキシム、2つの生成物はS-アデノシル-L-ホモシステインと2-メチルプロパナル-O-メチルオキシムである。
この酵素は、転移酵素、特に1炭素基を転移させるメチルトランスフェラーゼのファミリーに属する。系統名は、S-アデノシル-L-メチオニン:2-メチルプロパナルオキシム O-メチルトランスフェラーゼである。その他よく用いられる名前に、aldoxime methyltransferase、S-adenosylmethionine:aldoxime O-methyltransferase、aldoxime O-methyltransferase等がある。